# La figlia del capitano (film 1947)
La figlia del capitano è un film del 1947 diretto da Mario Camerini. Il soggetto è tratto dal romanzo omonimo di Aleksandr Puskin; tra gli sceneggiatori anche Steno e Mario Monicelli.
È stato presentato in concorso al Festival di Cannes 1947 in cui vinse il Nastro d'argento.

## Trama

Il cosacco Pugacioff (Amedeo Nazzari)

Russia: durante il regno di Caterina II il giovane alfiere Piotr, in seguito a una mancanza di responsabilità, viene spedito per punizione dal padre, un ex generale, in un fortino sperduto nella steppa siberiana. Durante il tragitto assieme all'accompagnatore Savelich, riverisce, salvando da morte certa, un cosacco scampato a una valanga di neve. Giunto a destinazione viene accolto nella casa del capitano Minorov. Qui rimane attratto dalla bella Mascia, figlia del capitano, la quale riceve anche le attenzioni, non ricambiate, del giovane ufficiale Svabrin.
I due si fidanzano, ma l'armonia viene interrotta dall'assalto al fortino delle orde ribelli dei cosacchi capitanati da Emiliano Pugacioff, il quale si fa passare per lo zar Pietro III grazie alla sua forte somiglianza col sovrano. Conquistato il fortino, Pugacioff fa impiccare chiunque non decida di unirsi a lui. Svabrin giura fedeltà all'uomo, Piotr rinuncia e viene messo al patibolo. Pochi istanti prima dell'esecuzione Savelich riconosce nel feroce capo l'uomo da loro salvato pochi mesi prima. Pugacioff offre riconoscenza ai due salvandoli dall'impiccagione. In seguito il forte viene attaccato dalle truppe imperiali e riconquistato. Nel mentre Piotr e Svabrin hanno un duello di spada in cui Svabrin viene ferito mortalmente, non prima di accusare Piotr di essersi venduto ai ribelli in presenza delle truppe. Piotr viene così condannato a morte. Disperata, Mascia tenta di raccontare la realtà dei fatti all'imperatrice Caterina, che rimane pressoché inflessibile. Poco prima della pena capitale Caterina si reca nelle segrete da Pugacioff per sapere la verità sul giovane: egli afferma che Piotr non ha mai tradito la sovrana. Caterina concede dunque la grazia al fedele Piotr, il quale può così riunirsi all'amata Mascia.

## Produzione
Il soggetto è tratto dal romanzo omonimo di Aleksandr Puskin; tra gli sceneggiatori, oltre a Ivo Perilli e Mario Camerini, anche Steno e Mario Monicelli.
Aldo Silvani interpreta il ruolo di Mironov e allo stesso tempo doppia l'attore Gualtiero Tumiati.

Costruzioni in legno per il film (Archivio storico del Touring Club Italiano)
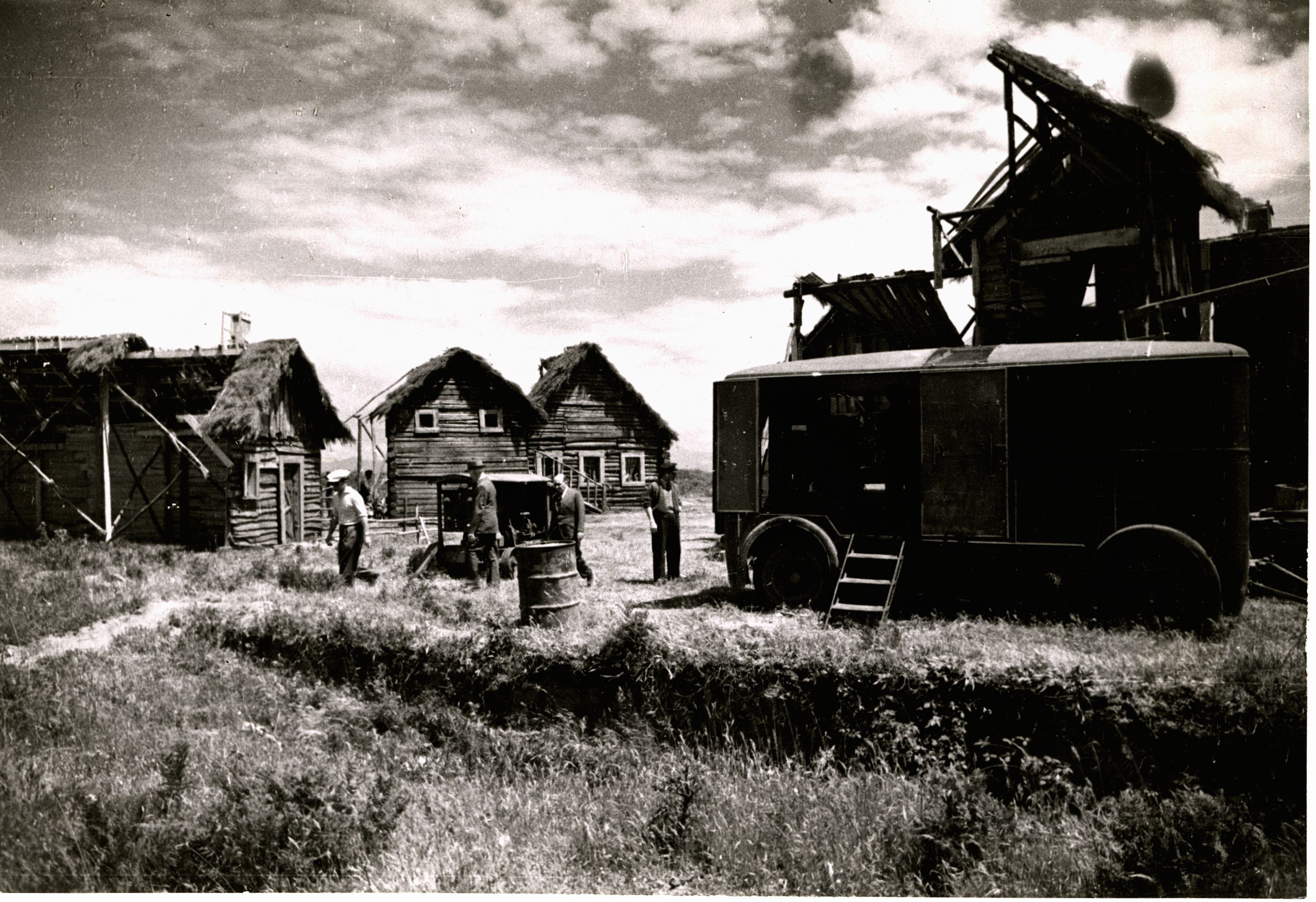
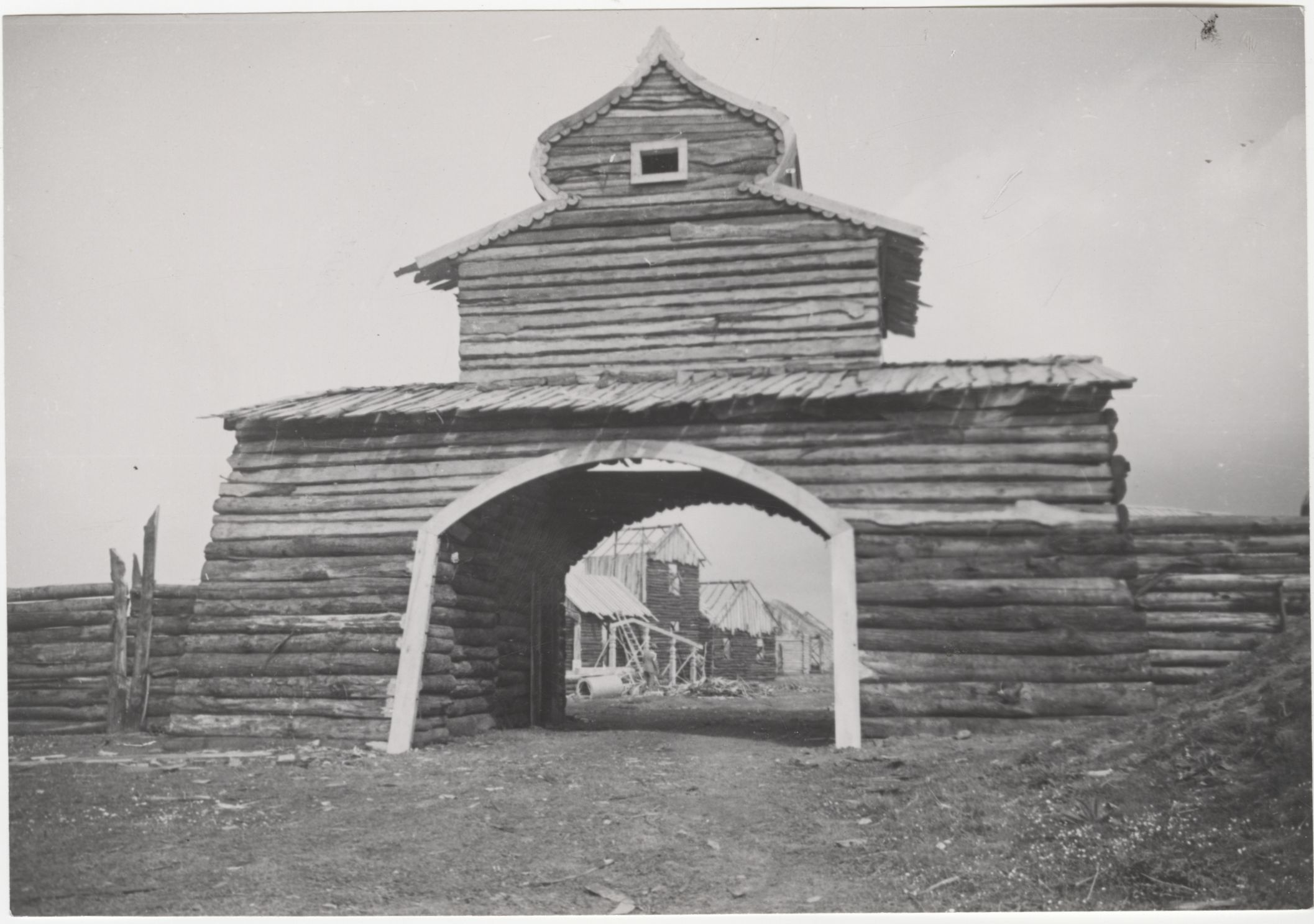

## Distribuzione
Il film venne distribuito nel circuito cinematografico italiano l'8 ottobre del 1947.

## Critica
(Alfredo Orecchio su Il Messaggero del 12 ottobre 1947)
(Leo Pestelli su Stampa Sera del 23 ottobre 1947)

## Opere correlate
Sul medesimo soggetto, nel 1958 Alberto Lattuada realizzò il film La tempesta con protagonisti Geoffrey Horne, Van Heflin e Silvana Mangano.
Nel 1965 è stato girato anche uno sceneggiato televisivo omonimo diretto da Leonardo Cortese per la Rai, in cui Amedeo Nazzari reinterpretò lo stesso personaggio da lui già sostenuto nella pellicola di Camerini.